# Pungert, Loški Potok
Pungert je naselje v Občini Loški Potok.